# Кицкий, Каэтан Игнацы
Каэтан Игнацы Кицкий (пол. Kajetan Ignacy Kicki; около 1740, Речь Посполитая — 16 января 1812, Оброшино близ Львова) — польский католический иерарх, римско-католический епископ, вспомогательный епископ Львовский, затем архиепископ митрополит Львовский в 1797—1812 годах, педагог, ректор Львовского университета в 1800—1801 годах.

## Биография
Шляхтич герба Гоздава. Сын генерал-адъютанта, камергера. Родился в Плоцком воеводстве. О его молодых годах ничего неизвестно.
В 1778 году стал хелмненским каноником. 18 июля 1783 года был назначен вспомогательным епископом Львовским с титульной резиденцией в Соли. Рукоположён в епископы 30 января 1785 года. В 1789 году стал генеральным викарием во Львове. 18 декабря 1797 года назначен митрополитом архиепископом Львовским.
Примерно с 1800 года был сенатором. В 1800—1801 годах — ректором Львовского университета.
В 1807 году объявил папской буллой соборную базилику Успения Пресвятой Богородицы в Кельце.
Умер и похоронен в Оброшино близ Львова.

## Награды
- Королевский венгерский орден Святого Стефана
- Австрийский орден Леопольда